# Mrákotín (Jihlavai járás)
Mrákotín település Csehországban, a Jihlavai járásban. Mrákotín Olší, Studená, Volfířov, Hostětice, Borovná, Kaliště, Řásná, Krahulčí, Klatovec és Lhotka településekkel határos. Lakosainak száma 885 fő (2024. január 1.).

## Népesség
A település lakosságának változását az alábbi diagram mutatja:
| Lakosok száma | 933  | 1116 | 1145 | 994  | 1007 | 925  | 878  | 892  | 875  | 885  |
|               | 1869 | 1890 | 1921 | 1950 | 1980 | 2001 | 2017 | 2019 | 2022 | 2024 |